# 岡部 (福島市)
岡部（おかべ）は、福島県福島市の大字である。郵便番号は960-8204。

## 地理
福島市東部地区に属し、地区南西部に位置する。北西から北にかけ本内と、北東で岡島と、東で山口と、南で渡利と、西で東浜町、堀河町、五十辺（高野河原下、上荒子、下荒子、古川）とそれぞれ隣接する。町村制施行以前の岡部村の流れを汲む地域である。阿武隈川右岸の平地が広がり、保原街道や中村街道といった街道沿いを中心に住宅地が広がる。地区南部の阿武隈川沿いにはあぶくま親水公園が整備され、福島県北地方最大級の白鳥飛来地として市民に親しまれている。上町に所在する 福島警察署及び天神町に所在する福島消防署がそれぞれ管轄にあたる。

### 河川
- 阿武隈川
  - 胡桃川

### 主な字
- 当木
- 当木前
- 内川原
- 姥畑
- 榎畑
- 大久保
- 大蔵
- 大下
- 大旦
- 岡部
- 沖川原
- 上川原
- 上条
- 川面
- 北川原
- 倉ノ内
- 新山
- 高畑
- 舘
- 寺前
- 中川原
- 中条
- 西原
- 根深
- 花房
- 東町
- 日向
- 前田
- 前山
- 町内
- 山際
- 四ツ石
- 山下
- 山神前

## 歴史
- 1889年（明治22年）4月1日 - 町村制の施行により信夫郡岡山村が発足。旧岡部村域は岡山村の大字となる。
- 1947年（昭和22年） 3月10日 - 岡山村が福島市へ編入され、福島市の大字となる。

## 世帯数と人口
2022年（令和4年）3月31日現在の世帯数と人口は以下の通りである。
| 大字 | 世帯数   | 人口   |
| ---- | -------- | ------ |
| 岡部 | 2441世帯 | 5713人 |

## 小・中学校の学区
市立小・中学校に通う場合、学区は以下の通りとなる。
| 番地 | 小学校             | 中学校                 |
| ---- | ------------------ | ---------------------- |
| 全域 | 福島市立岡山小学校 | 福島市立福島第三中学校 |

## 交通

### 鉄道
- 当地域に鉄道施設は無い。最寄り駅はJR東北本線福島駅

### 道路
- 国道115号
  - 文知摺橋
- 福島県道4号福島保原線
  - 岡部バイパス
- 福島県道309号岡部渡利線

### バス
福島交通路線バス
- （福島駅方面） - 岡部 - 町内 - 当木 - 大旦 - （月の輪・保原方面）
  - 月の輪経由梁川
  - 月の輪経由保原
  - 月の輪台団地
  - 蓬莱小経由月の輪・医大
- （福島駅方面） - 岡部 - 高畑 - 東部支所前 - さとう整形外科前 - （月の輪方面）
  - 東部支所経由月の輪台団地
- （福島駅方面） - 岡部 - 高畑 - 西原 - （掛田方面）
  - 月舘経由川俣
  - 大波経由掛田
  - 文知摺・大波経由掛田
- （福島駅方面） - ヘルシーランド - （日赤方面）
- ヘルシーランド経由東浜町

## 施設
- 福島市役所東部支所
- 福島市もちずり学習センター
- 福島市東部体育館
- ヘルシーランド福島
- あぶくま親水公園
- 福島市東部学校給食センター
- 文知摺郵便局
- 福島信用金庫 岡山支店
- まるいちフードセンター 岡部店
- ダイソー 福島岡部店